# Збройні сили Ботсвани
Сили оборони Ботсвани (англ. Botswana Defence Force) — сукупність військ Республікі Ботсвана, призначена для захисту свободи, незалежності і територіальної цілісності держави. Складаються з сухопутних військ та повітряних сил.

## Історія
Після проголошення незалежності у 1966 році, Ботсвана прийняла свідоме рішення не створювати регулярні збройні сили та натомість зосередитись на розвитку та боротьбі із бідністю, а питання безпеки забезпечити за рахунок створення невеликих воєнізованих загонів поліції. Однак, вторгнення сил безпеки Родезії та Південної Африки у середині 1970-х призвели до рішення уряду про необхідність створення збройних сил задля забезпечення суверенітету. СОБ були утворені у 1977. Після політичних змін у Південно-Африканській Республіці і у регіоні, завдання СОБ дедалі більше зміщувались у бік боротьби із браконьєрством, боротьбою та підготовкою до надзвичайних ситуацій (включаючи пошуково-рятувальні операції), допомоги цивільним органам влади та закордонної миротворчої діяльності. Сполучені штати зробили найбільший внесок у розбудову СОБ, і велика частина їх офіцерського складу пройшла підготовку США. Користуючись повагою і довірою політичного керівництва, СОБ із часом посилили свою роль у суспільному житті через виконання нетрадиційних завдань, серед яких ліквідація стихійних лих та підсилення поліційних сил у святковий період та у кризові періоди великої кількості злочинів. У 2015 році до складу СОБ на службу було прийнято першу жінку.

## Склад збройних сил

### Повітряні сили
За даними журналу FlightGlobal, станом на 2020 рік, на озброєнні повітряних сил Ботсвани були 11 бойових, 11 транспортних, 8 навчально-тренувальних літаків і 16 багатоцільових і бойових вертольотів.
| Тип          | Виробництво       | Призначення                  | Кількість | Примітки |        |
| Літаки       | Літаки            | Літаки                       | Літаки    | Літаки   | Літаки |
| ------------ | ----------------- | ---------------------------- | --------- | -------- | ------ |
| CF-5A        | Канада            | винищувач                    | 11        |          |        |
| BN-2         | Велика Британія   | транспортний літак           | 1         |          |        |
| C-130B       | США               | транспортний літак           | 3         |          |        |
| C-212        | Іспанія           | транспортний літак           | 4         |          |        |
| CN-235       | Індонезія Іспанія | транспортний літак           | 2         |          |        |
| King Air 200 | США               | транспортний літак           | 1         |          |        |
| CF-5D        | Канада            | навчальний винищувач         | 3         |          |        |
| PC-7 Mk II   | Швейцарія         | навчально-тренувальний літак | 5         |          |        |
| Вертольоти   |                   |                              |           |          |        |
| AS.350       | Франція           | багатоцільовий вертоліт      | 10        |          |        |
| Bell 412     | США               | багатоцільовий вертоліт      | 6         |          |        |

Розпізнавальний знак
Знак на кіль